# Writ in Water
Writ in Water - album 3 formacji skupionych wokół dwóch muzyków (Tony'ego Wakeforda i Matta Howdena): Sol Invictus, Sieben i HaWthorn. Płyta zadedykowana Johnowi Keatsowi, Percy Bysshe Shelley i Lordowi George'owi Byronowi.

EP wydane w 2004 roku (zob. 2004 w muzyce).

## Spis utworów
1. Light Me the Candle (Sol Invictus)
2. Degenerate Leander (HaWthorn)
3. When the Lamp is Shattered (HaWthorn)
4. Missolonghi Sky (Sieben)